# Shahrestān-e Īrānshahr
Shahrestān-e Īrānshahr (persiska: شهرستان ايرانشهر, ايرانشهر) är en delprovins (shahrestan) i Iran.   Den ligger i provinsen Sistan och Baluchistan, i den sydöstra delen av landet, 1 200 km sydost om huvudstaden Teheran.
Delprovinsen hade 254 314 invånare 2016.